# Ängshök
Ängshök (Circus pygargus) är en hökfågel som tillhör kärrhökarna. Den häckar i Europa och Nordafrika österut till Kina. Vintertid flyttar den till tropiska Afrika och Sydasien. Den minskar i antal, men kategoriseras ändå som livskraftig globalt. I Sverige anses den dock vara starkt hotad.

## Utseende
Ängshöken kan vara svår att skilja från blå kärrhök (Circus cyaneus) och stäpphök (Circus macrourus). Den har, i likhet med stäpphöken, längre och slankare vingar än blå kärrhök. Handen är också spetsigare hos stäpp- och ängshök än hos blå kärrhök, och man ser främst fyra handpennor istället för fem som hos blå kärrhök. Flykten hos ängs- och stäpphök är fjädrande och lätt som hos en tärna. Den är mellan 39 och 50 cm lång och med vingspann på mellan 96 och 116 cm.
Adult hane har en blågrå fjäderdräkt med tydligt svarta handpennor och liknar i stor utsträckning blå kärrhök. De diagnostiska skillnaderna i fjäderdräkterna är att ängshökens vingovansida ser trefärgad ut då den har mörkare grå vingtäckare, ljusare armpennor och svarta handpennespetsar. Den blå kärrhöken har en mer jämngrå färg som kontrasterar de svarta handpennespetsarna. Ängshöken har också ett svart längsgående band på ovan- och två på undersidan av armpennorna till skillnad från den blå kärrhökens jämnt ljusa vingundersida med dess mörka vingbakkant. 

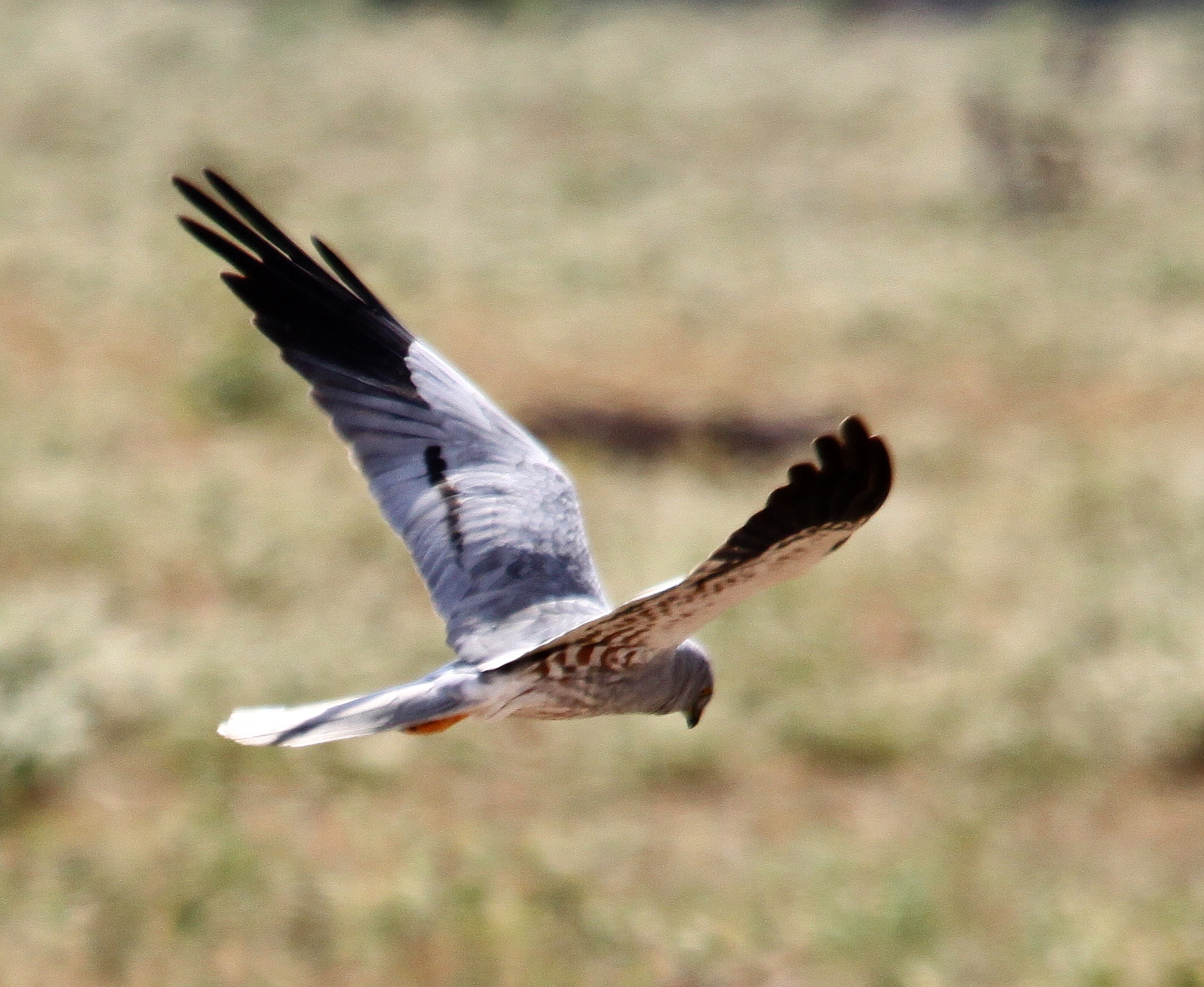
Adult hane. Notera att bröstet är grått och att man även ser de fina rödbruna längsstreckningen på nedre delen av bröstet.

De undre vingtäckarna hos den adulta ängshökshanen är bandade i en rödbrun ton och bröstet är precis som huvudet grått vilket sträcker sig ned på buken som också är fint streckat i rödbrunt, vilket syns på nära håll. Undersidan av stjärten är också svagt tvärbandad precis som hos stäpphöken men till skillnad från blå kärrhök.
Den honfärgade ängshöken är mycket lik stäpphöken och kan även förväxlas med den blå kärrhöken i sin brunvattrade fjäderdräkt. En typiskt honfärgad ängshök är dock tydligt ljusare på undersidan än båda de andra. Den mest diagnostiska skillnaden mellan ängs- och stäpphök, förutom jizzen är att man vid goda förhållanden kan se att stäpphöken har en ljus smal krage som sträcker sig under örontäckaren ned mot strupen. Ängshöken har också ett svart kort tvärband precis nedanför de övre handtäckarna vilket både blå kärrhök och stäpphök saknar.
Den juvenila ängshöken har en ostreckad rödorange kroppsundersida. Även de undre vingtäckarna har denna färg men är mörkt streckade ut mot vingpennorna. den har en brun hjässa, vitt runt ögat och mörkbrun örontäckare vilket ramas in av en rödorange strupe och krage och bara en svagt mörkare brun "halsboa". Vingpennorna är undertill gråvattrade och alla pennorna är mörkspetsade. På ovansidan är den honfärgad fast med högre kontrast och armpennorna är helt mörkbruna. Undersidan av stjärten är tvärbandad. Främst är den svår att skilja från unga stäpphökar. Unga stäpphökar har, precis som den honfärgade, en ljus krage vilket ängshöken saknar. Denna ljusa halskrage kontrasterar mot en mycket mörk "halsboa".

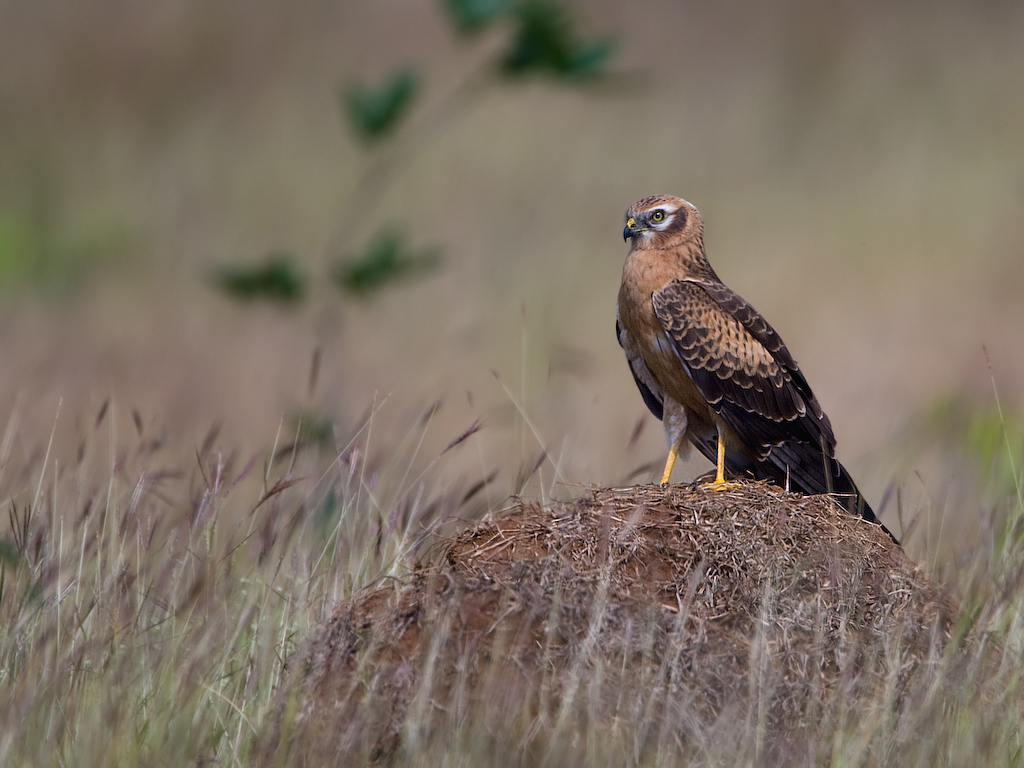
Juvenil (1k) ängshök.

## Läten
Under häckningstid hörs ett nasalt och kajlikt läte från hanen, "kje kje kje", medan varningslätet från båda könen är ett studsande läte likt roskarlens. Ungarna och honan tigger med ett pipande "pii-i".

## Utbredning
Ängshöken är en flyttfågel som häckar i Europa och norra Afrika, österut genom Ryssland, Turkiet, Iran och i Kina. Vintertid vistas den i tropiska Afrika, Indien och på Maldiverna. 

### Förekomst i Sverige
Huvuddelen av den svenska populationen häckar på Öland och den förekommer också sparsamt på Gotland. För övrigt förekommer den sällsynt från Skåne upp till Uppland.

## Släktskap
Trots artens likhet med stäpphök och blå kärrhök står den genetiskt närmare artkomplexet kring brun kärrhök. Genetiska studier visar vidare att kärrhökarna är inbäddade i höksläktet Accipiter så som det är traditionellt är konstituerat. De står faktiskt närmare duvhöken genetiskt än vad den senare står nära sparvhöken. Det medför att antingen bör de distinkta kärrhökarna inkluderas i Accipiter eller så bör Accipiter delas upp i flera mindre släkten. Inga internationella taxonomiska auktoriteter har dock ännu implementerat resultaten från studierna i deras taxonomier.

## Ekologi
Ängshöken föredrar oftare torrare häckningsbitoper än blå- och brun kärrhök, som odlingsmark, varför man inte lika ofta ser ängshöken vid sjöar och vattendrag, men den häckar också i våtmarksområden. Födan består av små gnagare, småfåglar samt deras ägg, i andra hand groddjur, ödlor och insekter. På övervintringsplatserna livnär den sig till stor del av insekter.

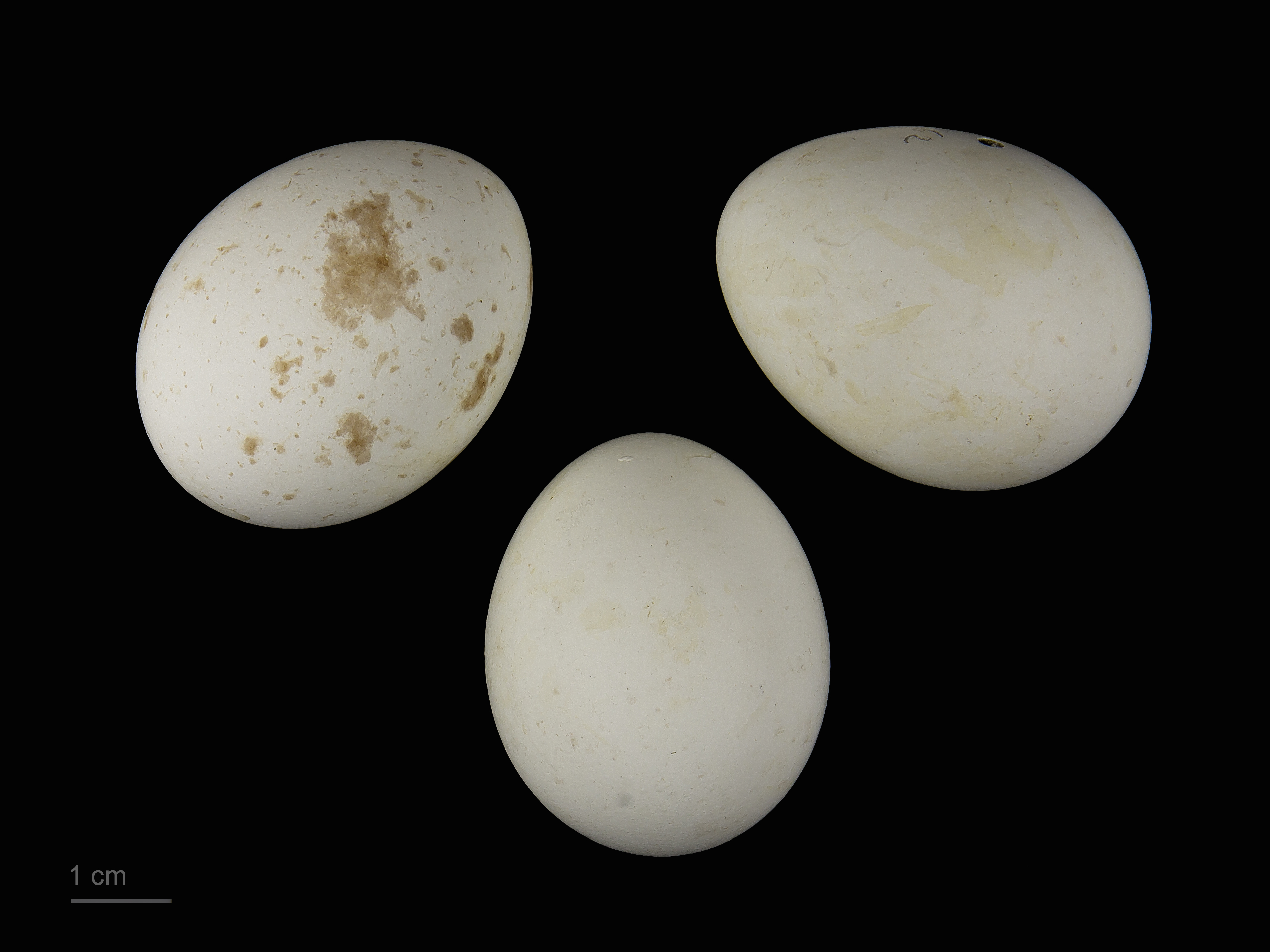
Ängshökens ägg.

## Ängshöken och människan

### Status och hot
Arten har ett stort utbredningsområde och en stor population, men tros minska i antal, dock inte tillräckligt kraftigt för att den ska betraktas som hotad. Internationella naturvårdsunionen IUCN kategoriserar därför arten som livskraftig (LC). Världspopulationen uppskattas till mellan 100.000 och en halv miljon häckande individer.

#### Status i Sverige
De första kända häckande paren av ängshök i Sverige förekom i Skåne på 1930- och 1940-talen. Dessa försvann dock ganska snabbt på grund av förföljelse och äggsamlande. På 1940-talet etablerades sig arten på Öland och som mest fanns där, på 1970- och 1980-talen, ett bestånd på 40–45 par. Arten har minskat i antal de senaste 20 åren, med en svag ökning 2001–2012. Idag uppskattas beståndet till 90 könsmogna individer. På grund av detta är den uppförd på svenska Röda listan och kategoriseras som starkt hotad (EN). En sårbarhetsanalys gjord 2010 visade att utdöenderisken för ängshöken i Sverige är 70% inom de närmsta 100 åren, med en mediantid till utdöende på 63 år.

### Namn
Ängshök har förr även kallats mindre kärrhök.